# شارل گرولو
شارل گرولو (به فرانسوی: Charles Grolleau) شاعر و مترجم قرن نوزدهم و بیستم میلادی اهل فرانسه است.
وی در سال ۱۹۰۲ میلادی ترجمه جدیدی از رباعیات خیام را از روی نسخه خطی مورخ ۸۶۵ ق. کتابخانه بادلیان آکسفورد ارائه داد.

## آثار
- L’Encens et la Myrrhe 1909
- ndex alphabétique et analytique de l’Histoire littéraire du sentiment religieux en France, de M. Henri Bremond 1937